# Myiopharus claripalpis
Myiopharus claripalpis là một loài ruồi trong họ Tachinidae.